# 高円宮憲仁親王
高円宮 憲仁親王（たかまどのみや のりひとしんのう、1954年〈昭和29年〉12月29日 - 2002年〈平成14年〉11月21日）は、日本の皇族。高円宮家初代当主。身位は親王。お印は柊（ひいらぎ）。勲等は大勲位。学位は法学士（学習院大学）。大正天皇の皇孫（四男の三男である。皇室典範では薨去時の皇位継承順位は第7位である。生涯最下位の皇位継承者であった）。三笠宮崇仁親王と同妃百合子の第3男子（3男2女のうち第5子）。明仁（上皇）は従兄、徳仁（第126代天皇）は従甥にあたる。兄に寬仁親王、桂宮宜仁親王、姉に近衞甯子（甯子内親王）、千容子（容子内親王）がいる。高円宮の宮号は昭和天皇から賜ったものである。父宮の三笠宮の宮号の由来となった奈良県奈良市の三笠山付近にある高円山から採られた。なお、諱である憲仁は高倉天皇と字面・読みともに同じである。

## 生涯

高円宮家の紋

三笠宮崇仁親王の三男として誕生。松濤幼稚園、学習院初等科、学習院中等科を経て、学習院高等科時代は写真部に所属し、以来写真撮影を趣味の一つとした。
1978年（昭和53年）学習院大学法学部卒業後、同年から1981年（昭和56年）までの期間にカナダのクイーンズ大学に留学した。帰国後から国際交流基金で嘱託となり、公務の傍ら一般職員同様に勤務した。
1984年（昭和59年）4月23日、カナダ大使館のレセプションパーティーにて実業家の鳥取滋治郎の長女で通訳として活動していた鳥取久子と出会う。その後皇室会議で承認され、同年9月17日に納采の儀、12月6日に結婚の儀を執り行った。婚儀と同日に、高円宮家が創設された。戦後初の（三笠宮の分家として）宮家の1つから分かれた宮家の創設であった。男性皇族では珍しい年上女性（1歳年上）との結婚であった。30歳までに息子を結婚させる父三笠宮の意向で、30歳の誕生日である12月29日の前に、憲仁親王29歳、妃久子31歳で結婚した。兄嫁にあたる妃信子は1955年（昭和30年）生まれ、妃久子は1953年（昭和28年）生まれで弟嫁の方が年上であった。なお、妃久子の曾祖母と貞明皇后は従姉妹にあたり、妃と高円宮は遠縁にあたる。その後、承子女王、典子女王、絢子女王の3女が誕生したが、男子はいない。
生涯を通じて皇位継承順位が皇族の中で最下位であり、また生家においても大正天皇の末子である、つまり傍流にあたる崇仁親王の三男ということから「皇室（オク）のスポークスマン」を自認していた（戦後では皇位継承順位が生涯を通じて皇族の中で最下位だった唯一の例）。
2001年（平成13年）7月、社団法人日本水難救済会名誉総裁に就任。
スポーツ、特にサッカーの振興・発展に尽力し、1987年（昭和62年）から日本サッカー協会の名誉総裁を務めた。2002年（平成14年）には、サッカー・ワールドカップ日韓大会の開催期間中である5月末に夫妻で大韓民国を公式訪問し、開会式にも出席した。日本サッカー協会総裁としてではあるが、皇族の大韓民国訪問は、高円宮夫妻が第二次世界大戦後初である（※それ以前には、韓国最後の皇太子李垠やその妻・李方子の葬儀などに参列するため秩父宮妃勢津子、高松宮宣仁親王、同妃喜久子、三笠宮崇仁親王、同妃百合子、寬仁親王が韓国を訪問したことがあるが、公式訪問ではない）。開催期間中19試合を観戦した。
2002年（平成14年）11月21日午後4時頃、赤坂御所に隣接するカナダ大使館にて、スカッシュの練習の最中に、重度の不整脈による心室細動で倒れた。直ちにカナダ大使館の近くにある慶應義塾大学病院に搬送されるも、既に心肺停止の状態であり、蘇生措置がとられ一時は心拍が確認されるが、夜になって容態が悪化。妃久子の同意を得て人工心肺装置を取り外したところ、生命反応がなく、午後10時52分に薨去が確認された。満47歳没（享年49）。
11月29日に斂葬の儀（葬儀）が執り行われ、その後落合斎場で火葬され豊島岡墓地に埋葬された。葬儀には学習院初等科・中等科などの同級生が動員された。憲仁親王が生前取り組んでいた役職の多くは、妃久子が引き継いでいる。
なお、憲仁親王の薨去以降、心室細動に対する対応が厚生労働省や消防庁で取り上げられ、薨去から2年後の2004年（平成16年）に一般人による除細動のための自動体外式除細動器（AED）の使用が認められ広く普及した。
薨去後の2019年（令和元年）11月17日には、三女の守谷絢子と守谷慧との間に初孫の男児が誕生し、2020年（令和2年）には日本サッカー協会が千葉県千葉市に建設したナショナルトレーニングセンターに『高円宮記念JFA夢フィールド』と命名され、同地に小川幸造制作の憲仁親王銅像が建立された。

## 子女
久子妃との間に3女をもうけた。
- 第1女子 - 承子女王〈つぐこ〉（1986年〈昭和61年〉3月8日 - ）
- 第2女子 - 典子女王〈のりこ〉（1988年〈昭和63年〉7月22日 - ） - 出雲大社権宮司・千家国麿夫人
- 第3女子 - 絢子女王〈あやこ〉（1990年〈平成2年〉9月15日 - ） - 日本郵船社員（NPO法人国境なき子どもたち理事）・守谷慧夫人

## 系譜
| 憲仁親王 | 父: 崇仁親王（三笠宮） | 祖父: 大正天皇 |
| 憲仁親王 | 父: 崇仁親王（三笠宮） | 祖母: 貞明皇后 |
| 憲仁親王 | 母: 百合子             | 祖父: 高木正得 |
| 憲仁親王 | 母: 百合子             | 祖母: 高木邦子 |

### 系図
|              |              |              |              |              |              |  |  |                |                |                |                |                |                |  |  |                |                |                |                |                |                |  |  |                |                |                |                |                |                |  |  |                |                |                |                |                |                |  |  |  |  |  |  |  |  |  |  |  |  |  |  |  |  |  |  |  |  |  |  |  |  |
| 122 明治天皇 |              |              |              |              |              |  |  |                |                |                |                |                |                |  |  |                |                |                |                |                |                |  |  |                |                |                |                |                |                |  |  |                |                |                |                |                |                |  |  |  |  |  |  |  |  |  |  |  |  |  |  |  |  |  |  |  |  |  |  |  |  |
|              |              |              |              |              |              |  |  |                |                |                |                |                |                |  |  |                |                |                |                |                |                |  |  |                |                |                |                |                |                |  |  |                |                |                |                |                |                |  |  |  |  |  |  |  |  |  |  |  |  |  |  |  |  |  |  |  |  |  |  |  |  |
| 123 大正天皇 |              |              |              |              |              |  |  |                |                |                |                |                |                |  |  |                |                |                |                |                |                |  |  |                |                |                |                |                |                |  |  |                |                |                |                |                |                |  |  |  |  |  |  |  |  |  |  |  |  |  |  |  |  |  |  |  |  |  |  |  |  |
|              |              |              |              |              |              |  |  |                |                |                |                |                |                |  |  |                |                |                |                |                |                |  |  |                |                |                |                |                |                |  |  |                |                |                |                |                |                |  |  |  |  |  |  |  |  |  |  |  |  |  |  |  |  |  |  |  |  |  |  |  |  |
|              |              |              |              |              |              |  |  |                |                |                |                |                |                |  |  |                |                |                |                |                |                |  |  |                |                |                |                |                |                |  |  |                |                |                |                |                |                |  |  |  |  |  |  |  |  |  |  |  |  |  |  |  |  |  |  |  |  |  |  |  |  |
| 124 昭和天皇 | 124 昭和天皇 | 124 昭和天皇 | 124 昭和天皇 | 124 昭和天皇 | 124 昭和天皇 |  |  | 秩父宮雍仁親王 | 秩父宮雍仁親王 | 秩父宮雍仁親王 | 秩父宮雍仁親王 | 秩父宮雍仁親王 | 秩父宮雍仁親王 |  |  | 高松宮宣仁親王 | 高松宮宣仁親王 | 高松宮宣仁親王 | 高松宮宣仁親王 | 高松宮宣仁親王 | 高松宮宣仁親王 |  |  | 三笠宮崇仁親王 | 三笠宮崇仁親王 | 三笠宮崇仁親王 | 三笠宮崇仁親王 | 三笠宮崇仁親王 | 三笠宮崇仁親王 |  |  |                |                |                |                |                |                |  |  |  |  |  |  |  |  |  |  |  |  |  |  |  |  |  |  |  |  |  |  |  |  |
| 124 昭和天皇 | 124 昭和天皇 | 124 昭和天皇 | 124 昭和天皇 | 124 昭和天皇 | 124 昭和天皇 |  |  | 秩父宮雍仁親王 | 秩父宮雍仁親王 | 秩父宮雍仁親王 | 秩父宮雍仁親王 | 秩父宮雍仁親王 | 秩父宮雍仁親王 |  |  | 高松宮宣仁親王 | 高松宮宣仁親王 | 高松宮宣仁親王 | 高松宮宣仁親王 | 高松宮宣仁親王 | 高松宮宣仁親王 |  |  | 三笠宮崇仁親王 | 三笠宮崇仁親王 | 三笠宮崇仁親王 | 三笠宮崇仁親王 | 三笠宮崇仁親王 | 三笠宮崇仁親王 |  |  |                |                |                |                |                |                |  |  |  |  |  |  |  |  |  |  |  |  |  |  |  |  |  |  |  |  |  |  |  |  |
|              |              |              |              |              |              |  |  |                |                |                |                |                |                |  |  |                |                |                |                |                |                |  |  |                |                |                |                |                |                |  |  |                |                |                |                |                |                |  |  |  |  |  |  |  |  |  |  |  |  |  |  |  |  |  |  |  |  |  |  |  |  |
| 125 上皇     | 125 上皇     | 125 上皇     | 125 上皇     | 125 上皇     | 125 上皇     |  |  | 常陸宮正仁親王 | 常陸宮正仁親王 | 常陸宮正仁親王 | 常陸宮正仁親王 | 常陸宮正仁親王 | 常陸宮正仁親王 |  |  | 寬仁親王       | 寬仁親王       | 寬仁親王       | 寬仁親王       | 寬仁親王       | 寬仁親王       |  |  | 桂宮宜仁親王   | 桂宮宜仁親王   | 桂宮宜仁親王   | 桂宮宜仁親王   | 桂宮宜仁親王   | 桂宮宜仁親王   |  |  | 高円宮憲仁親王 | 高円宮憲仁親王 | 高円宮憲仁親王 | 高円宮憲仁親王 | 高円宮憲仁親王 | 高円宮憲仁親王 |  |  |  |  |  |  |  |  |  |  |  |  |  |  |  |  |  |  |  |  |  |  |  |  |
| 125 上皇     | 125 上皇     | 125 上皇     | 125 上皇     | 125 上皇     | 125 上皇     |  |  | 常陸宮正仁親王 | 常陸宮正仁親王 | 常陸宮正仁親王 | 常陸宮正仁親王 | 常陸宮正仁親王 | 常陸宮正仁親王 |  |  | 寬仁親王       | 寬仁親王       | 寬仁親王       | 寬仁親王       | 寬仁親王       | 寬仁親王       |  |  | 桂宮宜仁親王   | 桂宮宜仁親王   | 桂宮宜仁親王   | 桂宮宜仁親王   | 桂宮宜仁親王   | 桂宮宜仁親王   |  |  | 高円宮憲仁親王 | 高円宮憲仁親王 | 高円宮憲仁親王 | 高円宮憲仁親王 | 高円宮憲仁親王 | 高円宮憲仁親王 |  |  |  |  |  |  |  |  |  |  |  |  |  |  |  |  |  |  |  |  |  |  |  |  |
|              |              |              |              |              |              |  |  |                |                |                |                |                |                |  |  |                |                |                |                |                |                |  |  |                |                |                |                |                |                |  |  |                |                |                |                |                |                |  |  |  |  |  |  |  |  |  |  |  |  |  |  |  |  |  |  |  |  |  |  |  |  |
| 126 今上天皇 | 126 今上天皇 | 126 今上天皇 | 126 今上天皇 | 126 今上天皇 | 126 今上天皇 |  |  | 秋篠宮文仁親王 | 秋篠宮文仁親王 | 秋篠宮文仁親王 | 秋篠宮文仁親王 | 秋篠宮文仁親王 | 秋篠宮文仁親王 |  |  |                |                |                |                |                |                |  |  |                |                |                |                |                |                |  |  |                |                |                |                |                |                |  |  |  |  |  |  |  |  |  |  |  |  |  |  |  |  |  |  |  |  |  |  |  |  |
| 126 今上天皇 | 126 今上天皇 | 126 今上天皇 | 126 今上天皇 | 126 今上天皇 | 126 今上天皇 |  |  | 秋篠宮文仁親王 | 秋篠宮文仁親王 | 秋篠宮文仁親王 | 秋篠宮文仁親王 | 秋篠宮文仁親王 | 秋篠宮文仁親王 |  |  |                |                |                |                |                |                |  |  |                |                |                |                |                |                |  |  |                |                |                |                |                |                |  |  |  |  |  |  |  |  |  |  |  |  |  |  |  |  |  |  |  |  |  |  |  |  |
|              |              |              |              |              |              |  |  | 悠仁親王       |                |                |                |                |                |  |  |                |                |                |                |                |                |  |  |                |                |                |                |                |                |  |  |                |                |                |                |                |                |  |  |  |  |  |  |  |  |  |  |  |  |  |  |  |  |  |  |  |  |  |  |  |  |

## 人物
- 皇族としては珍しく、公務の傍ら国際交流基金の職員として他の一般職員とともに勤務しており、文書発出が必要になれば自らワードプロセッサを操って作成していた。鈴木宗男（当時自民党議員）が国際交流基金へ電話をかけ「国会議員の鈴木だ」と名乗った際、応対した高円宮がひれ伏した態度を取らないことに激昂し、相手が高円宮とも知らずに「俺を知らないのか！ 貴様、名前を名乗れ！」と喚き散らしたが、高円宮は冷静沈着に「高円宮憲仁親王と申します」と返答した。後日、電話の相手が本当に高円宮であったことを知った鈴木は謝罪したい旨を第三者を介して申し入れたが、高円宮は一切受け入れずに断っている[4]。
- 個人的な趣味は写真撮影であった。写真の趣味に関しては、11歳頃から母親の三笠宮妃百合子からコダックインスタマチックカメラを貰ったのがきっかけであった。学習院高等科時代に写真部に入部して夜間遅くまでクラブ活動をしていた[5]。その他の趣味として根付のコレクション・社交ダンスなどがあり、多趣味な人柄だった。
- 次女の典子女王の習い事であったバレエなど芸術活動にも造詣が深く、バレリーナ・森下洋子らとの対談集『カーテンコールのこちら側』などの著書がある。
- 昭和天皇在世中から、5歳年少で従兄弟違の今上天皇徳仁のよき相談役で兄のような存在であったという[6]。また、1987年（昭和62年）には、浩宮徳仁親王と小和田雅子（いずれも当時）を自邸に招き、交際を深めるきっかけを作ったことでも知られる（皇太子徳仁親王と小和田雅子の結婚の儀参照）。薨去の直前にも皇太子夫妻が高円宮邸を訪問している。
- 記者からの「プロポーズの言葉は？」との質問に対して、「ごく簡単に『Will you marry me?』と英語でプロポーズをした」と回答した。翻訳会社社員であった婚約者の鳥取久子（高円宮妃）の返答が「『Yes.』だった」という[7]。
- スポーツ振興や国際交流に尽くしてきた。特にサッカーに関しては、まだ日本ではマイナースポーツであった頃から普及に尽力しており、自身も国民体育大会で日本協会チーム（通称「プリンス高円イレブン」）の一員として、毎年開催県の協会と親善試合を行っていた[8]。
- 幼少時代は走るのが速いわけではなく、スポーツに対しても苦手意識があった[9]。学習院初等科6年生の時に静岡県沼津市で実施された水泳合宿で2キロの長距離水泳で運動に自信がつき、[10]学習院中等科時代にテニスとサッカーなどのスポーツを開始した。学習院高等科時代に陸上ホッケーなどのスポーツをして、大学時代にスキー部に入部した[11]。
- 語学に関しては、英語が堪能でフランス語も少しできる。財団法人日本スペイン協会主催の高円宮杯として全日本スペイン語弁論大会がありスペイン語講座の勉強をしていた。三女守谷絢子の結婚相手関係のフランスへの留学知識やナポレオン思想に詳しい。1991年（平成3年）のスペイン訪問でスペイン王室のエレナ王女との交流からスペインの文化に関心を持った。スペインに関心があることを知っている他の皇室関係の人からのアドバイスでスペイン語の勉強をするようになった[12]。
- 長兄の寛仁親王は癌による闘病で、次兄の桂宮宜仁親王も持病とそれに伴う後遺症などにより身体が不自由だったため、両者とも公務に制限がある状態だったが、高円宮のみ唯一3兄弟でタバコを吸う喫煙行為や飲酒関係の病気が無い健康であったため、若い男性皇族として盛んに公務の場に登場していた（ただし、亡くなったのは3人兄弟の中で最も早い）。

## 高円宮の名を冠したもの

### スポーツ
- 高円宮杯 JFA U-18サッカーリーグ
- 高円宮杯 JFA 全日本U-15サッカー選手権大会
- 高円宮牌ホッケー日本リーグ
- 高円宮賜杯全日本学童軟式野球大会 マクドナルド・トーナメント(平成9年第17回大会より高円宮杯が下賜される。)
- 高円宮牌フェンシングワールドカップ
- 高円宮記念JFA夢フィールド（千葉市にあるサッカーのナショナルトレーニングセンター）

### カナダ関連・その他
- 高円宮記念クィーンズ大学留学奨学金[13]
- カナダ大使館高円宮記念ギャラリー
- 高円宮杯全日本中学校英語弁論大会
- アルバータ大学高円宮日本研究教育センター
- 高円宮杯日本武道館書写書道大展覧会

## 著作・コレクション
- 『カーテンコールのこちら側 高円宮憲仁親王対談集』（流行通信社、1991年） ISBN 4-947551-82-8
- 『創造のプロファイル 高円宮憲仁親王対談集2』（流行通信社、1992年） ISBN 4-947551-81-X
- 『オーロラが消えぬ間に』（読売新聞社、2001年） ISBN 4-643-01011-8
- 『素顔の一瞬』（中央公論新社、2002年） ISBN 4-12-003319-8
- 『現代根付 増補版-高円宮コレクション』（白鳥舎、2003年） ISBN 4-939046-06-0
- 高円宮妃久子 編『根付 高円宮コレクションII』（思文閣出版、2006年） ISBN 4-7842-1273-6

## 伝記
- 高円宮殿下伝記刊行委員会 編『高円宮憲仁親王』（読売新聞社、2005年） ISBN 4-12-003626-X